# クリスティアン・パンダー (サッカー選手)
クリスティアン・パンダー（Christian Pander, 1983年8月28日 - ）は、西ドイツ（現ドイツ）・ミュンスター出身のサッカー選手。元ドイツ代表。現在は無所属。ポジションは左サイドバック。

## 経歴

### クラブ

#### ユース
5歳の時にSC Nienbergeでキャリアを開始したパンダーは、当初はサッカーに熱が入らず母親に練習へ連れられるがままだったものの、イタリアでの1990 FIFAワールドカップにより夢中になった。その後、様々なクラブを経て、2001年にシャルケ04の下部組織に入団し、2004-05シーズンに同クラブのトップチーム入りを果たした。

#### シャルケ
2004年8月6日のヴェルダー・ブレーメン戦（0-1）において21歳でプロデビューを果たすと、ユップ・ハインケス監督およびラルフ・ラングニック監督の下でたちまち左サイドバックのレギュラーに定着し、パワーと精度を兼ね備えた左足で、プレースキックも担当した。その活躍から4ヶ月後の12月には、早くもドイツ代表に初招集される等、順調なステップアップを感じさせていたが、2005年4月9日のVfBシュトゥットガルト戦で相手選手のアンドレアス・ヒンケルと衝突した際に内側側副靱帯と後十字靱帯が断裂してしまい、そのままシーズンを終了した。それから半年後に一旦復帰するも、11月29日に合併症により再度手術を受けることとなった。
最初の膝の負傷から19ヶ月後の2006年11月3日にチームへ復帰したパンダーは、ミルコ・スロムカ（en）監督の下、11月5日のバイエルン・ミュンヘン戦でダリオ・ロドリゲスに代わり72分から復帰を果たし、11月18日のエネルギー・コットブス戦で復帰後初得点を挙げた。2007年1月26日には、アイントラハト・フランクフルト戦での左足首靭帯負傷により4週間から6週間離脱する場面があったものの、力強いパフォーマンスを示してチームの2位に貢献したことが評価され、2007年8月14日に契約を2011年6月まで延長した。
2007-08シーズンも昨季に引き続き、チームの主軸としてプレーしていたものの、2007年10月31日に靭帯を負傷すると、12月10日に再度靭帯を負傷し、4月には内転筋を痛めるなど度重なる負傷に苦しんだ。翌2008-09シーズンも度重なる負傷に悩む中、2009年5月10日のボルシア・メンヒェングラートバッハ戦で左膝を負傷したことが原因で長期離脱を余儀なくされた。2010年4月14日に11ヶ月ぶりにチームへ復帰するも、2010-11シーズンはBチームでの1試合にとどまった。フェリックス・マガト監督の下、2010年12月4日のバイエルン・ミュンヘン戦でホセ・マヌエル・フラドに代わり後半から約19ヶ月ぶりにトップチームでの試合復帰を果たした。2011年6月15日に契約満了となり退団が決定した。

#### ハノーファー
2011年6月15日に同1部のハノーファー96と1年契約を締結。2012年1月25日に契約を2015年まで延長した。

### 代表
2004年12月2日にユルゲン・クリンスマン監督の下でアジアツアーへ向けてドイツ代表に初招集されるも、この時は負傷により辞退することとなった。非公式試合としてだったが、翌2005年1月25日に行われたスマトラ沖地震に対してのチャリティーマッチで出場。FIFAコンフェデレーションズカップ2005の一員として考えられていたものの、クラブでの大怪我によりまたしても代表で出場することはなかった。
2007年8月17日に負傷辞退したクレメンス・フリッツの代役としてヨアヒム・レーヴ監督によって招集され、8月22日のイングランド戦（2-1）で初出場を飾り、得意の左足から強烈なミドルシュートにより決勝点にして代表初得点を挙げた。

### 私生活
ヒップホップを趣味に持つパンダーは、"Funky Pee"の名義で活動をしていた。また、スポーツショップを経営していたが、売上があまり芳しくなかったため、2009年に閉鎖した。